# Тіте
Аденор Леонардо Баккі (порт. Adenor Leonardo Bacchi), відомий за прізвиськом Тіте (порт. Tite, нар. 25 травня 1961, Кашіас-ду-Сул) — бразильський футболіст, що грав на позиції нападника. По завершенні ігрової кар'єри — тренер. З жовтня 2023 року очолює тренерський штаб «Фламенгу».

## Ігрова кар'єра
У дорослому футболі дебютував 1978 року виступами за команду «Кашіас», в якій провів шість сезонів. Після цього пограв за команди «Еспортіво» та «Португеза Деспортос», а 1986 року перейшов до клубу «Гуарані» (Кампінас), за який відіграв 2 сезони. У цій команді він досяг найбільших результатів, двічі ставши віце-чемпіоном Бразилії. Його професійна кар'єра обірвалася в 28 років після серії травм коліна, через які воно досі обмежене в русі (Тіте не може повністю зігнути коліна).

## Кар'єра тренера
Розпочав тренерську кар'єру невдовзі по завершенні кар'єри гравця, 1990 року, очоливши тренерський штаб клубу «Гуарані де Гарібальді», де пропрацював з 1990 по 1991 рік. Згодом протягом 1990-их років він очолював ряд клубів з штату Ріу-Гранді-ду-Сул, але особливих успіхів не досяг.
У 2000 році почався новий етап в тренерській кар'єрі Тіте. Він зумів привести досить скромний «Кашіас» до перемоги в Лізі Гаушу, після чого очолив перший у своїй кар'єрі великий бразильський клуб — «Греміо», з яким у 2001 році виграв чемпіонат штату і Кубок Бразилії. Після цих успіхів Тіте працював з іншими титулованими командами — «Корінтіанс», «Атлетіко Мінейру», «Палмейрас», проте тут результатів не досяг. Також 2007 року недовго працював в еміратському «Аль-Айні».
Наступний успіх прийшов до Тіте у 2008 році, коли він ставши тренером «Інтернасьйонала» виграв Південноамериканський кубок (це була перша перемога бразильського клубу в даному турнірі).
У 2010 році, після недовгої роботи з іншим еміратським клубом «Аль-Вахда» (Абу-Дабі), тренер очолив «Корінтіанс», з яким домігся видатних успіхів: двічі виграв чемпіонат Бразилії, а також вперше в історії клубу завоював Кубок Лібертадорес, здолавши у двоматчевому протистоянні аргентинський «Бока Хуніорс». Також в 2012 році «Корінтіанс» виграв клубний чемпіонат світу, здобувши перемогу з рахунком 1:0 над одним з найсильніших клубів світу «Челсі». Наступного року Тіте приніс клубу ще один дебютний трофей — Рекопу Південної Америки.
Заслуги Тіте були оцінені по достоїнству і в червні 2016 року він очолив збірної Бразилії. Під керівництвом Тіте збірна Бразилії стала першою командою, яка зуміла кваліфікуватися на чемпіонат світу 2018 року. За це тренер отримав почесний титул Футбольного тренера року в Південній Америці.

## Титули і досягнення

### Як тренера
- Чемпіон Бразилії (2):

«Корінтіанс»: 2011, 2015
- Володар Кубка Бразилії (1):

«Греміо»: 2001
- Володар Кубка банку Суруга (1):

«Інтернасьйонал»: 2009
- Володар Кубка Лібертадорес (1):

«Корінтіанс»: 2012
- Клубний чемпіон світу (1):

«Корінтіанс»: 2012
- Переможець Рекопи Південної Америки (1):

«Корінтіанс»: 2013
Збірні
- Переможець Суперкласіко де лас Амерікас: 2018
- Переможець Кубка Америки: 2019
- Срібний призер Кубка Америки: 2021

### Індивідуальні
- Футбольний тренер року в Південній Америці: 2017